# Pulpo González
Silvio Augusto "Pulpo" González (Guernica, 8 de junho de 1980) é um futebolista argentino que atua como atacante.
Começou no Lanús, em 1997. Jogou também por Arsenal de Sarandí, San Lorenzo, Córdoba, Numancia, Banfield e Olympiakos Nicósia.
Hoje defende o AEL Limassol.